# Puntius ophicephalus
 Puntius ophicephalus és una espècie de peix cipriniforme de la família dels ciprínids.

## Morfologia
Els mascles poden assolir els 19,6 cm de longitud total.

## Distribució geogràfica
Es troba a l'Índia.